# Maoricolpus roseus
Maoricolpus roseus är en snäckart. Maoricolpus roseus ingår i släktet Maoricolpus och familjen tornsnäckor.

## Underarter
Arten delas in i följande underarter:
- M. r. roseus
- M. r. manukauensis

## Bildgalleri

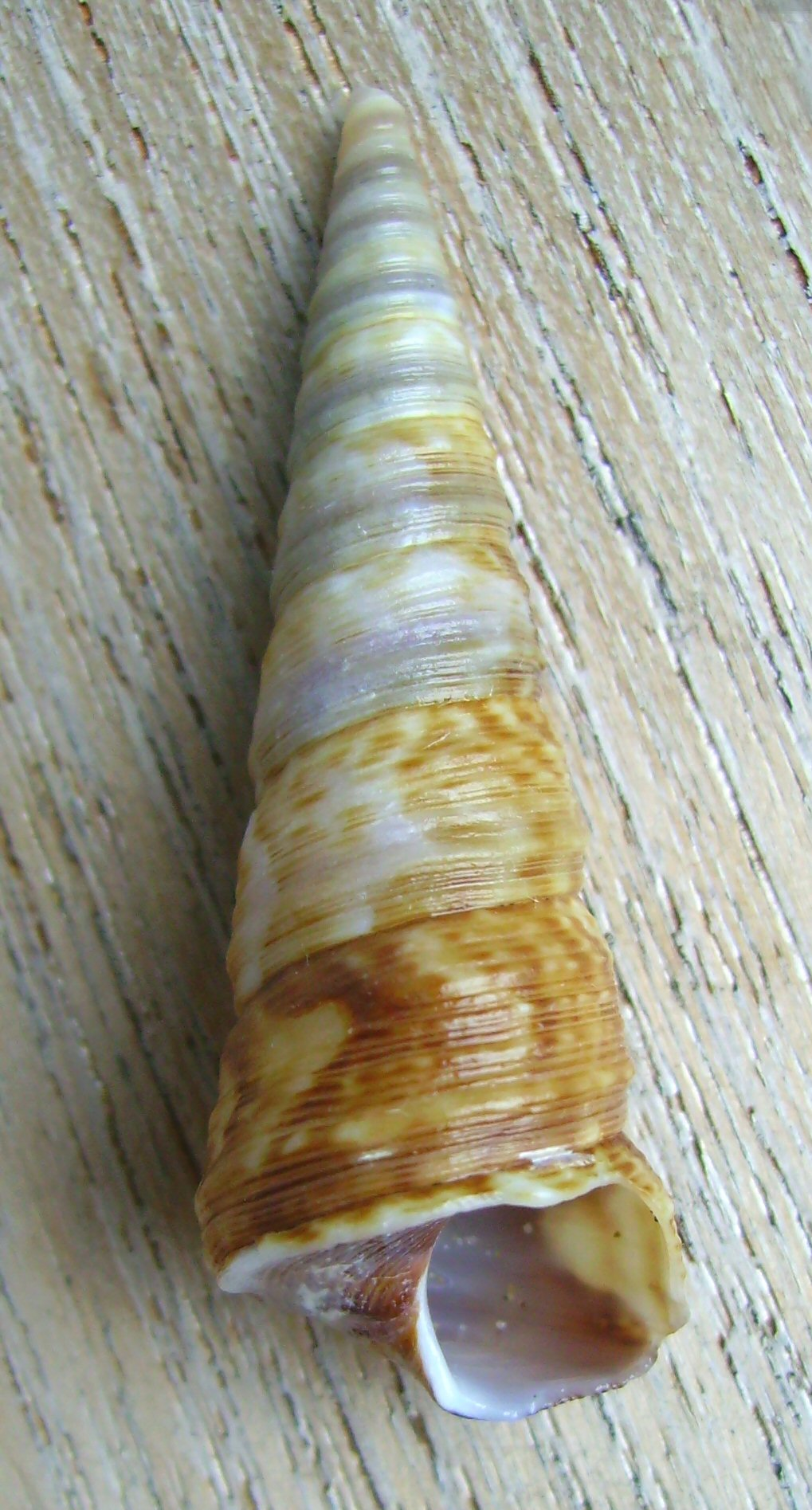
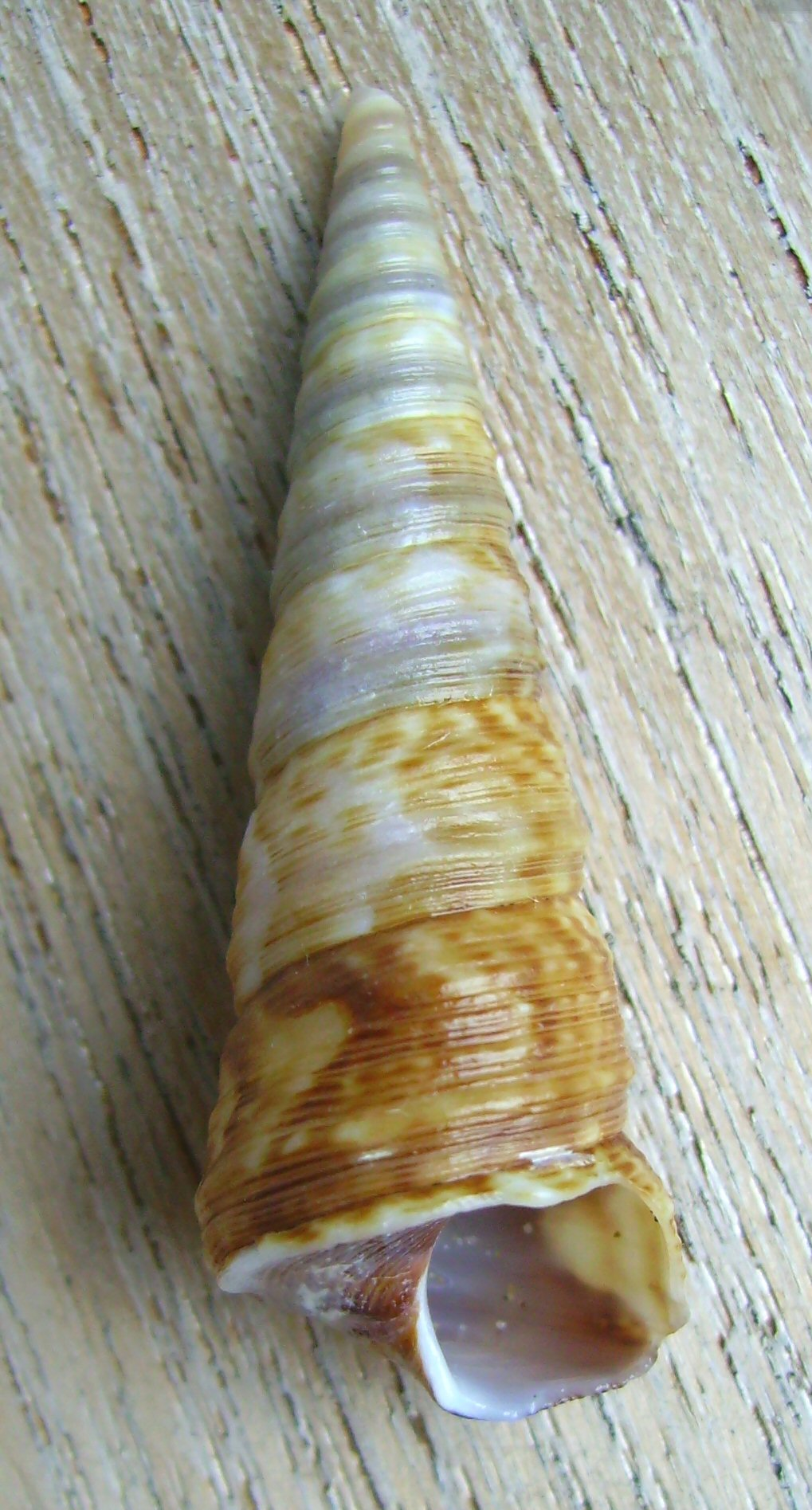